# Giovanni Battista Cacherano di Bricherasio

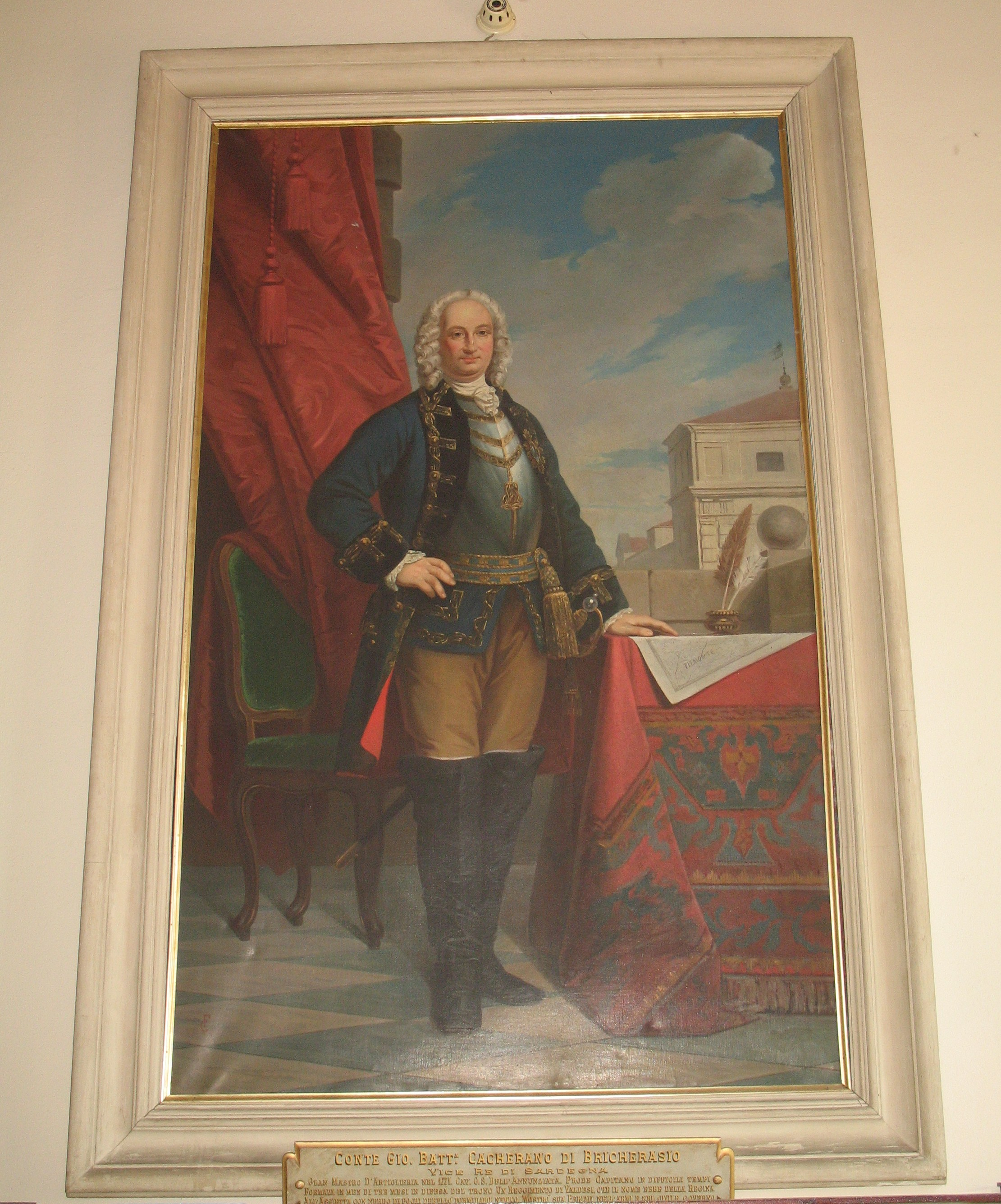
Giovanni Battista Cacherano, Graf von Bricherasio

Giovanni Battista Cacherano, conte di Bricherasio (* 14. November 1706 in Bricherasio; † 6. September 1782 ebenda) war ein General und Vizekönig von Sardinien.

## Leben
Graf Giovanni Battista Cacherano di Bricherasio stammte aus einer alten piemontesischen Adelsfamilie, die zahlreiche hohe Offiziere hervorbrachte. Drei seiner Brüder schlugen ebenfalls eine Offizierslaufbahn in der piemontesischen Armee ein.
Im April 1734 hob er auf eigene Kosten das Infanterieregiment La Regina aus, das zum damaligen Zeitpunkt noch aus Waldensern bestand (heute 9. Infanterieregiment Bari). Mit diesem Regiment nahm er in Italien am Polnischen Thronfolgekrieg teil. Während des Österreichischen Erbfolgekrieges war er 1742 an der Einnahme Modenas beteiligt, er kämpfte dann im Valle Varaita und bei Madonna dell’Olmo, wo er verwundet wurde. 1744 wurde Cacherano di Bricherasio zum Brigadier befördert, im folgenden Jahr zum Generalmajor und im Juni 1747 zum Generalleutnant. Als solcher befehligte er Verbände, die das Susatal mit den Festungen von Fenestrelle und Exilles gegen ein Vordringen der französischen und spanischen Armeen schützen sollte. Hier kam es am 19. Juli 1747 zur Assiettaschlacht, die sein größter militärischer Erfolg blieb. 1751 wurde er zum Vizekönig und Generalkapitän von Sardinien ernannt, 1755 zum Gouverneur von Tortona, 1758 zum Gouverneur von Alessandria und 1763 schließlich zum Gouverneur der Zitadelle von Turin. 1763 erhielt er den Annunziaten-Orden. Die Beförderung zum General der Infanterie und zum Großmeister der Artillerie erfolgte 1771. Die letzten Jahre seines Lebens verbrachte er auf seinen Landgütern in Bricherasio, wo er 1782 verstarb.